# Vasili Záitsev
Vasili Grigórievich Záitsev (en ruso: Васи́лий Григо́рьевич За́йцев; Yeléninskoye, Imperio ruso; 10 de marzojul./ 23 de marzo de 1915greg. - Kiev, Unión Soviética; 15 de diciembre de 1991) fue un militar y francotirador soviético famoso por ser el autor de 242 muertes de soldados y oficiales de las fuerzas armadas de la Alemania nazi (Wehrmacht y otras fuerzas del Eje) durante la batalla de Stalingrado, entre ellos once francotiradores alemanes.

## Biografía

### Infancia y juventud
Vasili Záitsev nació el 23 de marzo de 1915 en el pueblo de Yeleninka, gobernación de Oremburgo (actual óblast de Cheliábinsk), en los Urales, en el seno de una familia de campesinos de origen ruso. Desde muy pequeño estuvo relacionado con la caza; en primer lugar con el arco, y más tarde con armas de fuego, la primera de las cuales fue un obsequio de su abuelo cuando solo tenía 12 años de edad.
Se graduó de siete cursos de la escuela secundaria de su pueblo natal. En 1930 se graduó en la escuela técnica de construcción de la ciudad Magnitogorsk, donde recibió la especialidad de instalador.
A partir de 1937 sirvió en la Flota del Pacífico, donde se alistó como secretario del departamento de artillería. Después de estudiar en la Escuela de Economía Militar, fue nombrado jefe del departamento de finanzas de la Flota del Pacífico, en la bahía de Preobrazhenie. Durante su servicio en la marina soviética, estalló la Segunda Guerra Mundial.

### Segunda Guerra Mundial
Cuando la Alemania nazi invadió la Unión Soviética durante la Operación Barbarroja, Zaitsev, como muchos de sus camaradas, se ofreció como voluntario para ser trasladado al frente. Era un suboficial en jefe de la armada y se le asignó el rango de suboficial superior al ser transferido al ejército. Fue asignado al 1047.º Regimiento de Fusileros de la 284.ª División de Fusileros «Tomsk», que pasó a formar parte del 62.º Ejército y cuyo oficial superior era el teniente general Vasili Chuikov, en Stalingrado el 17 de septiembre de 1942.
Durante la batalla de Stalingrado los alemanes sufrieron numerosas bajas a manos de los francotiradores soviéticos, que se habían convertido en una verdadera amenaza. Las víctimas, por lo general, eran oficiales y soldados del ejército alemán, incluyendo algunos francotiradores enemigos.
Pronto los periódicos se hicieron eco de las hazañas de este hombre y comenzaron a publicar las historias que de él se contaban, aumentando así el orgullo de los soviéticos por este compatriota. Entre tanto, Vassili no solo trataba de hacer honor a tal fama, sino que también adiestraba a los reclutas más prometedores en el arte del disparo de precisión.

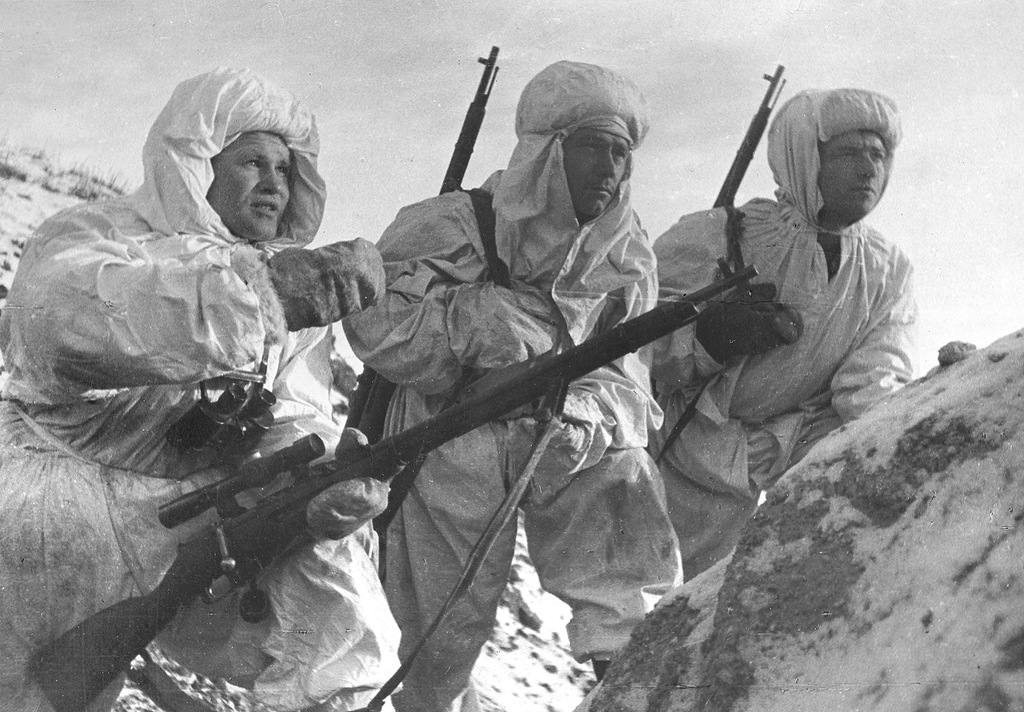
Záitsev (izquierda) durante la batalla de Stalingrado en 1942.

La mayoría de sus alumnos hicieron honor a sus enseñanzas. Víctor Medvédev y Anatoli Chéjov hicieron que los alemanes temieran las horas de plena luz, pues asomar la cabeza significaba perder la vida. Ellos y Tania Chernova, sus mejores alumnos, habían eliminado a más de setenta soldados alemanes. Otras fuentes afirman que los 28 francotiradores entrenados por él se cobraron la vida de más de 3000 soldados enemigos.
Cuando Záitsev tuvo en su haber más de cien muertes, fue condecorado con la Orden de Lenin, aunque esto no le impidió seguir su tarea. En esos días y según el testimonio de un prisionero alemán, llegó al frente el comandante Erwin König. Dice este testimonio que se enteró de que la verdadera misión de König era matar a Záitsev y acabar así con el mito para socavar la confianza del pueblo soviético.
Durante varios días, ambos oponentes se movieron con sigilo con el fin de estudiar el terreno y tratar de encontrar al otro, hasta que König hizo su primer movimiento, matando a dos francotiradores soviéticos con sendos disparos en las cercanías de una fábrica, por lo que Vasili decidió hacerle frente. El lugar elegido, la fábrica Octubre Rojo al pie de la colina de Mamáev Kurgán. Al sitio fue acompañado por su amigo y colega Nikolái Kulikov.
Allí se encontraba el alemán, que también se mantuvo oculto. Así estuvieron tres días con sus noches, esperando ambos con admirable paciencia que el otro cometiera un error y delatara su posición. Al cuarto día, Vasili y Nikolái creyeron saber dónde estaba y urdieron un plan para descubrirlo. Nikolái asomó un casco, el alemán disparó y aquel se arrojó al suelo gritando de dolor. König cayó en la trampa y se asomó para contemplar a su víctima, hecho que aprovechó Vasili para asestarle un disparo en la cabeza que terminó con su vida.

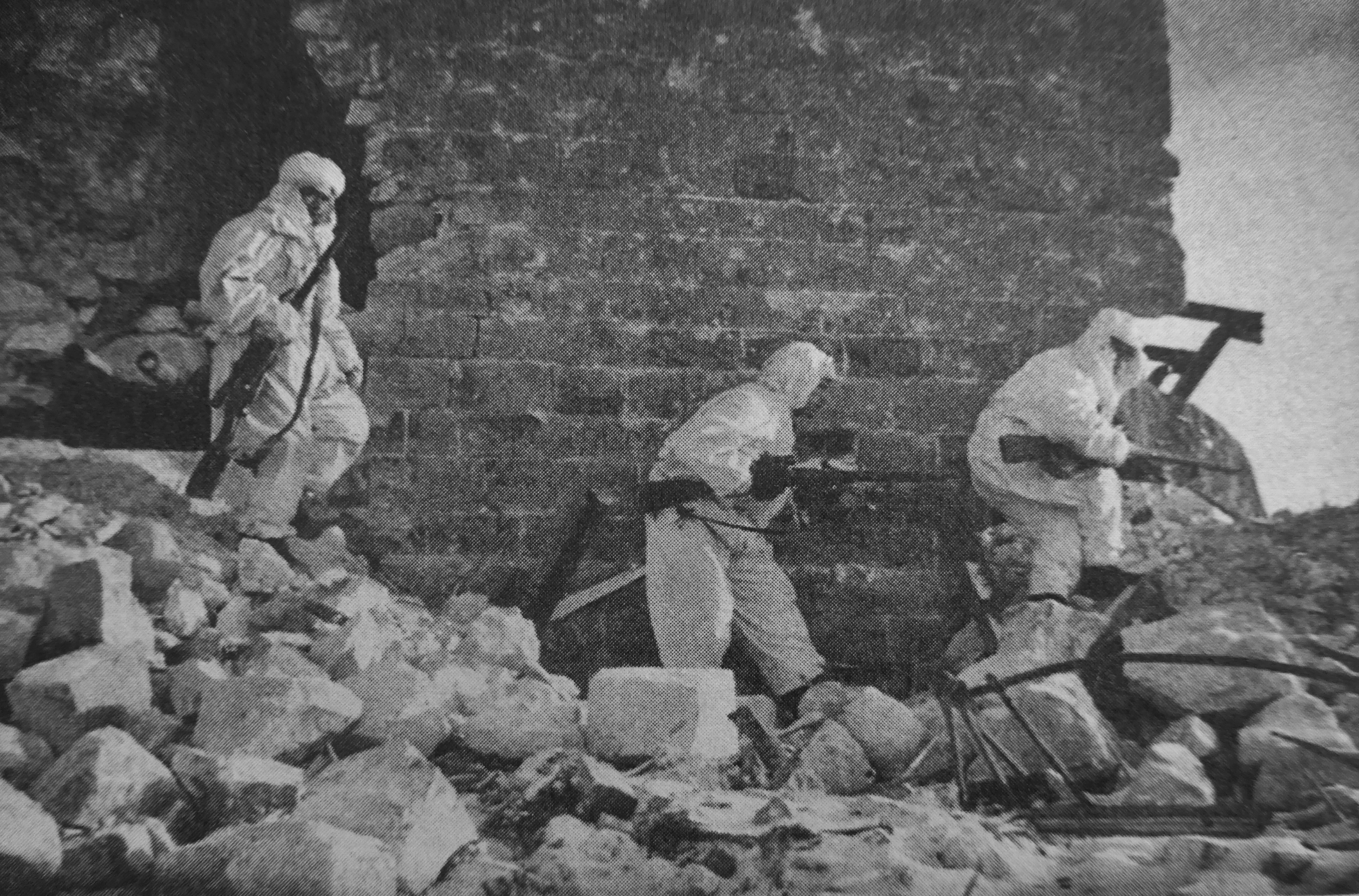
Záitsev con su equipo de francotiradores en Stalingrado, en diciembre de 1942.

De acuerdo con el libro Stalingrado, de Antony Beevor, el nombre Erwin König no es más que un nombre ficticio creado por los medios. Su nombre real sería Heinz Thorvald, jefe de una escuela de francotiradores del ejército alemán. La mira telescópica del fusil de Thorvald, de la cual se dice que fue el más preciado trofeo de Záitsev, se exhibe actualmente en el Museo de las Fuerzas Armadas en Moscú. Sin embargo, la historia completa permanece en esencia sin ser confirmada. No hay absolutamente ninguna mención de ello en informes militares soviéticos, incluidos los de Aleksandr Scherbakov, aun cuando casi toda acción de francotiradores fue registrada con veracidad.
De igual manera, en otro libro de Antony Beevor, Un escritor en guerra: Vassili Grossman en el Ejército Rojo, Grossman reúne en sus datos personales que un tal Záitsev hace fuego amigo accidental y derriba a un «piloto famoso» (aunque Grossman está seguro de que es Vassili Záitsev antes de su etapa de francotirador). Es castigado y enviado al combate a Stalingrado. Ahí es enviado como un soldado más, pero logra matar a tres alemanes de un disparo, pues corrían uno detrás de otro. Entonces sí es ascendido a francotirador, pero Grossman está seguro de que Záitsev, si bien era un gran francotirador, no logró las bajas que dice, pues cuando estuvo en combate en Stalingrado las más grandes batallas habían pasado ya. Al mismo tiempo, como se menciona arriba, Grossman sostiene en sus cuadernos de apuntes que el duelo entre Záitsev y König fue totalmente falso, inventado por la propaganda soviética. Lo que sí sostiene Grossman es su modestia y el hecho de que entrenaba a otros para que se convirtieran en francotiradores.
Por aquellos días se convirtió en héroe nacional. Durante la batalla de Stalingrado se le atribuye haber abatido entre 149 y 250 soldados y oficiales alemanes, entre ellos muchos oficiales de alto rango.
En enero de 1943 sufrió graves heridas en los ojos causadas por granadas de mortero. El profesor Vladímir Filátov restauró su visión. Regresó al frente y terminó la guerra en la Batalla de las colinas de Seelow en Alemania, con el rango de capitán. Se convirtió en miembro del Partido Comunista en 1943.
Según relató el propio Záitsev en sus memorias, durante la batalla de Stalingrado abatió a 242 militares alemanes, 11 de ellos francotiradores.

### Posguerra

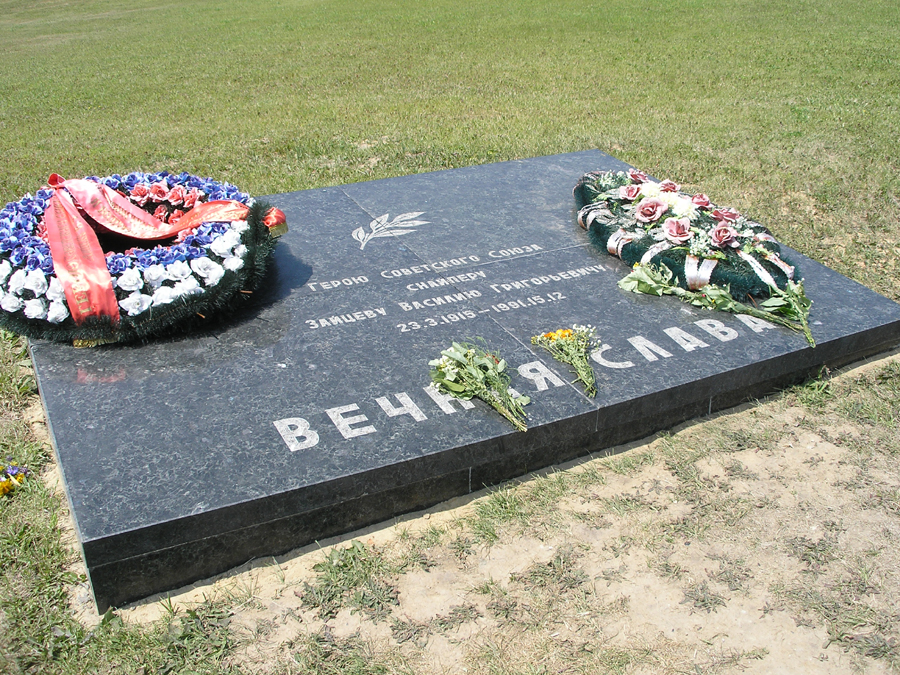
Lápida de la tumba de Vasili Záitsev en la colina Mamáyev Kurgán en Volgogrado.

Después de la guerra, Záitsev vivió en Kiev, donde obtuvo un empleo como ingeniero. Posteriormente se convirtió en director de una fábrica de textiles y permaneció en esta ciudad hasta su muerte en 1991, a la edad de 76 años, solo diez días antes de la disolución de la Unión Soviética. Inicialmente fue sepultado en esta ciudad, pero finalmente se le confirió un sitio de honor en la colina Mamáyev Kurgán en Volgogrado.

## Cultura popular
En 2001 se estrenó la película Enemy at the Gates, dirigida por Jean-Jacques Annaud, parcialmente basada en la novela homónima de William Craig Enemy at the Gates: The Battle for Stalingrad, que narra la batalla de Stalingrado, y el personaje de Vasili Záitsev es interpretado por el actor inglés Jude Law. En el filme se narra el duelo de francotiradores que mantiene con el miembro de la Wehrmacht Erwin König, interpretado por Ed Harris, así como un romance con Tania Chernova. Ninguno de los dos hechos, sin embargo, aparece mencionado en las memorias de Záitsev. Autores como Max Hardberger y Antony Beevor han puesto en cuestión la veracidad de los hechos narrados en el filme.

## Medallas y condecoraciones
- Héroe de la Unión Soviética (22 de febrero de 1943).
- Título de Ciudadano Honorable de la ciudad de Volgogrado (Stalingrado) (7 de mayo de 1980).
- Orden de Lenin, dos veces
- Orden de la Bandera Roja, dos veces
- Orden de la Guerra Patria de 1.er grado
- Medalla al Valor
- Medalla Conmemorativa por el Centenario del Natalicio de Lenin
- Medalla por la Defensa de Stalingrado
- Medalla por la Victoria sobre Alemania en la Gran Guerra Patria 1941-1945
- Medalla Conmemorativa del 20.º Aniversario de la Victoria en la Gran Guerra Patria de 1941-1945
- Medalla Conmemorativa del 30.º Aniversario de la Victoria en la Gran Guerra Patria de 1941-1945
- Medalla Conmemorativa del 40.º Aniversario de la Victoria en la Gran Guerra Patria de 1941-1945
- Medalla del 30.º Aniversario de las Fuerzas Armadas de la URSS